# Mepitiostane
Mepitiostane, bán dưới tên thương hiệu Thioderon, là một  antiestrogen dùng đường uống và anabolic androgenic-steroid (AAS) của dihydrotestosterone (DHT) nhóm được đưa ra thị trường trong Nhật Bản như một tác nhân chống ung thư để điều trị ung thư vú. Nó là một tiền chất của epitiostanol. Thuốc được cấp bằng sáng chế và mô tả vào năm 1968.

## Sử dụng trong y tế
Mepitiostane được sử dụng như một chất chống ung thư và chống ung thư trong điều trị ung thư vú. Nó cũng được sử dụng như một AAS trong điều trị thiếu máu suy thận. Một loạt các báo cáo trường hợp đã tìm thấy nó có hiệu quả trong điều trị u màng não phụ thuộc thụ thể estrogen (ER) là tốt.

## Tác dụng phụ
Mepitiostane cho thấy tỷ lệ cao của các tác dụng phụ nam hóa như mụn trứng cá, rậm lông và thay đổi giọng nói ở phụ nữ.

## Dược lý

### Dược lực học
Mepitiostane được mô tả tương tự như tamoxifen như một chất chống ung thư, và thông qua dạng epitiostanol hoạt động của nó, liên kết trực tiếp và đối kháng ER. Nó cũng là AAS.

### Dược động học
Mepitiostane được chuyển thành epitiostanol trong cơ thể.

## Hóa học
Mepitiostane, còn được gọi là epitiostanol 17β- (1-methoxy) cyclopentyl ether, là một steroid androstane tổng hợp và là một dẫn xuất của DHT. Đó là cyclopentyl ether C17β (1-methoxy) của epitiostanol, bản thân nó là 2α, 3α-epithio-DHT hoặc 2α, 3α-epithio-5α-androstan-17β-ol. Một AAS có liên quan là methylepitiostanol (17α-methylepitiostanol), là một biến thể hoạt động bằng đường uống của epitiostanol tương tự như mepitiostane, mặc dù cũng có nguy cơ nhiễm độc gan.

## Xã hội và văn hoá

### Tên gốc
Mepitiostane là tên gốc của thuốc và INN và JAN của nó.